# Interjet
« La compagnie aérienne tout compris le Mexique. »

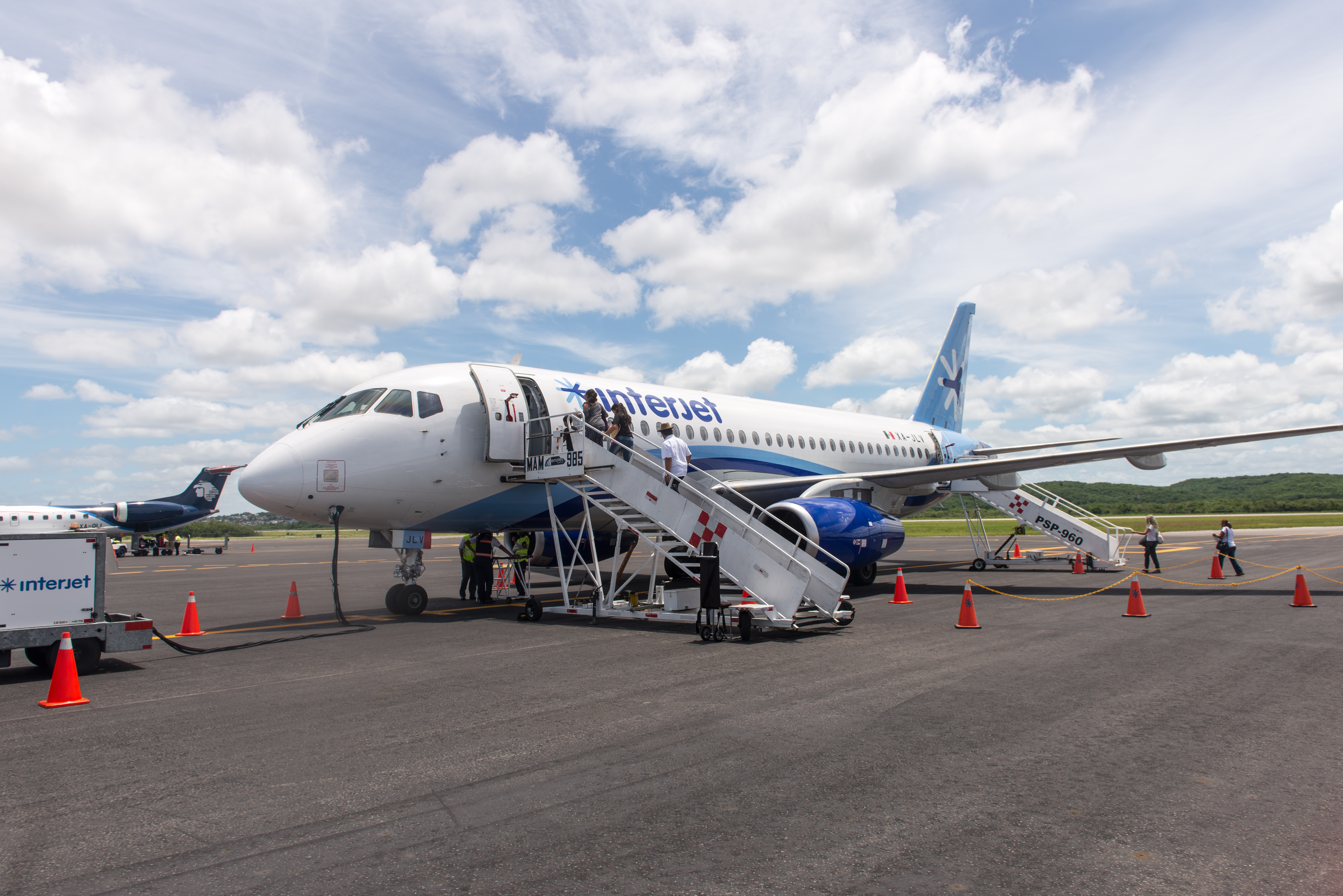
Sukhoi Superjet 100; Campeche, Mexico

Interjet (ABC, AEROLINEAS, S.A. DE C.V), (code AITA : 4O ; code OACI : AIJ) est une ancienne compagnie aérienne mexicaine, propriété du groupe Aleman Group et basée à Mexico (Mexique), qui a opéré de 2005 à 2020. Elle assurait des vols intérieurs et internationaux depuis ses bases de l'aéroport international Adolfo López Mateos de Toluca et l'aéroport international de Mexico.

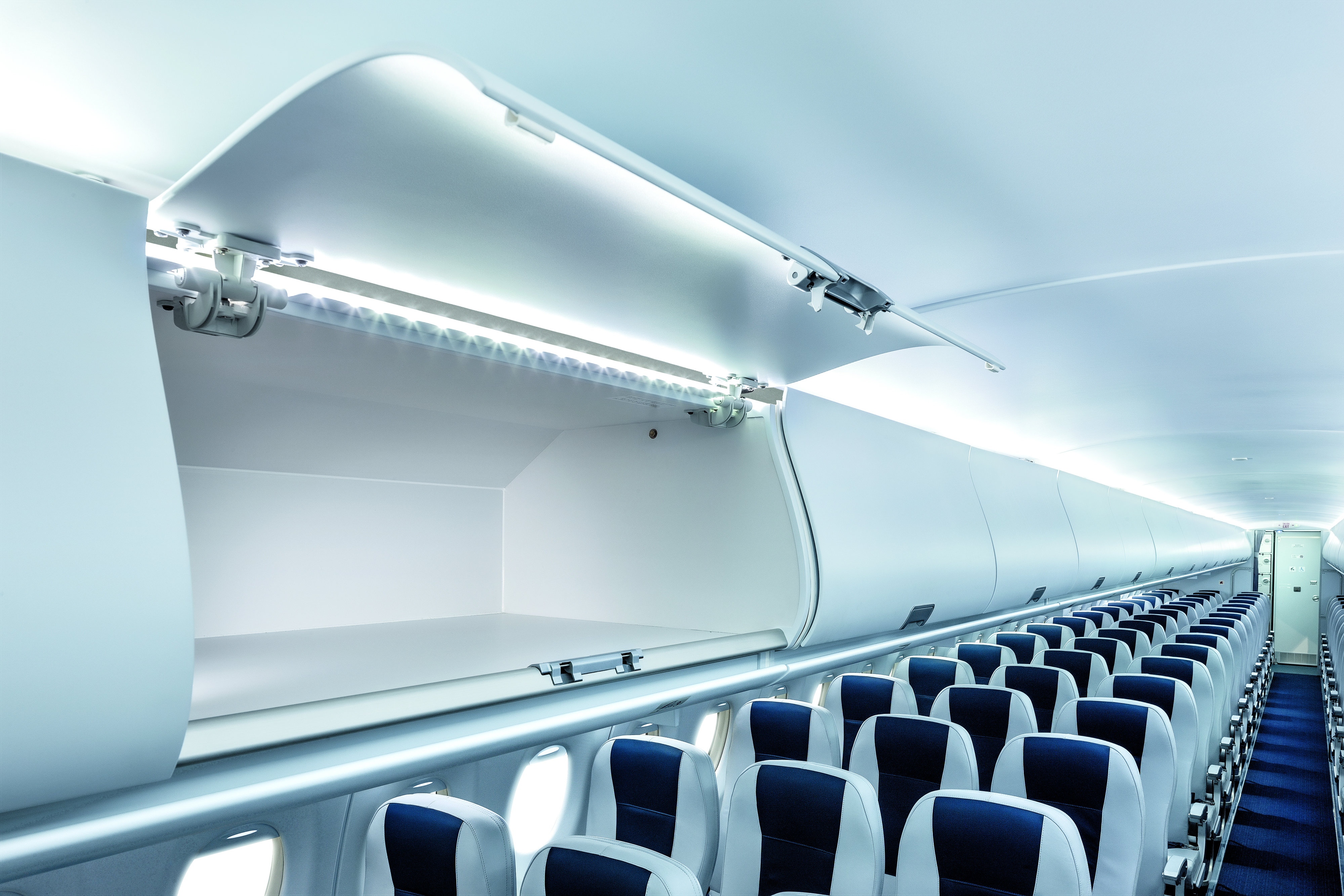
Cabine d'un SSJ100 d'Interjet

## Certification
Interjet a obtenu l'accréditation IOSA, label délivré par l'IATA.

## Flotte
En octobre 2020, les appareils suivants sont en service au sein de la flotte d'Interjet,:
| Type                | En service | Commandes | Passagers | Remarques                              |
| ------------------- | ---------- | --------- | --------- | -------------------------------------- |
| Airbus A320         | 3          | —         | 150       |                                        |
| Airbus A320neo      | —          | —         | 150       |                                        |
| Airbus A321-200     | —          | —         | 192       |                                        |
| Airbus A321neo      | —          | —         | NR        |                                        |
| Sukhoï Superjet 100 | 22         | —         | 93        | Le premier a été livré le 18 juin 2013 |
| Total               | 25         | —         |           |                                        |

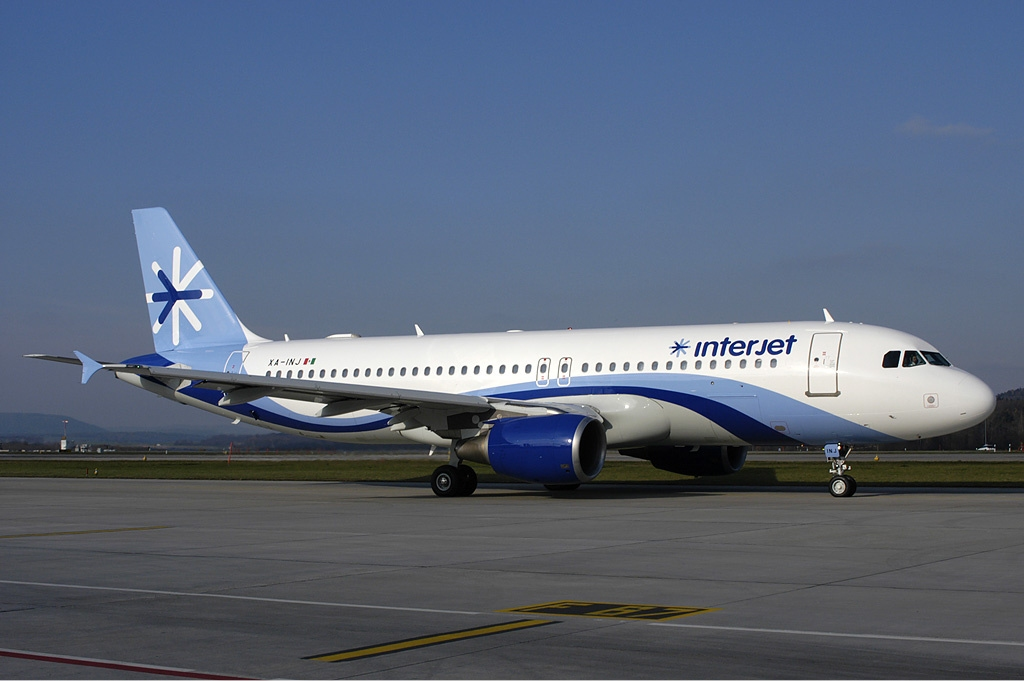
Airbus A320 d'Interjet (novembre 2005)
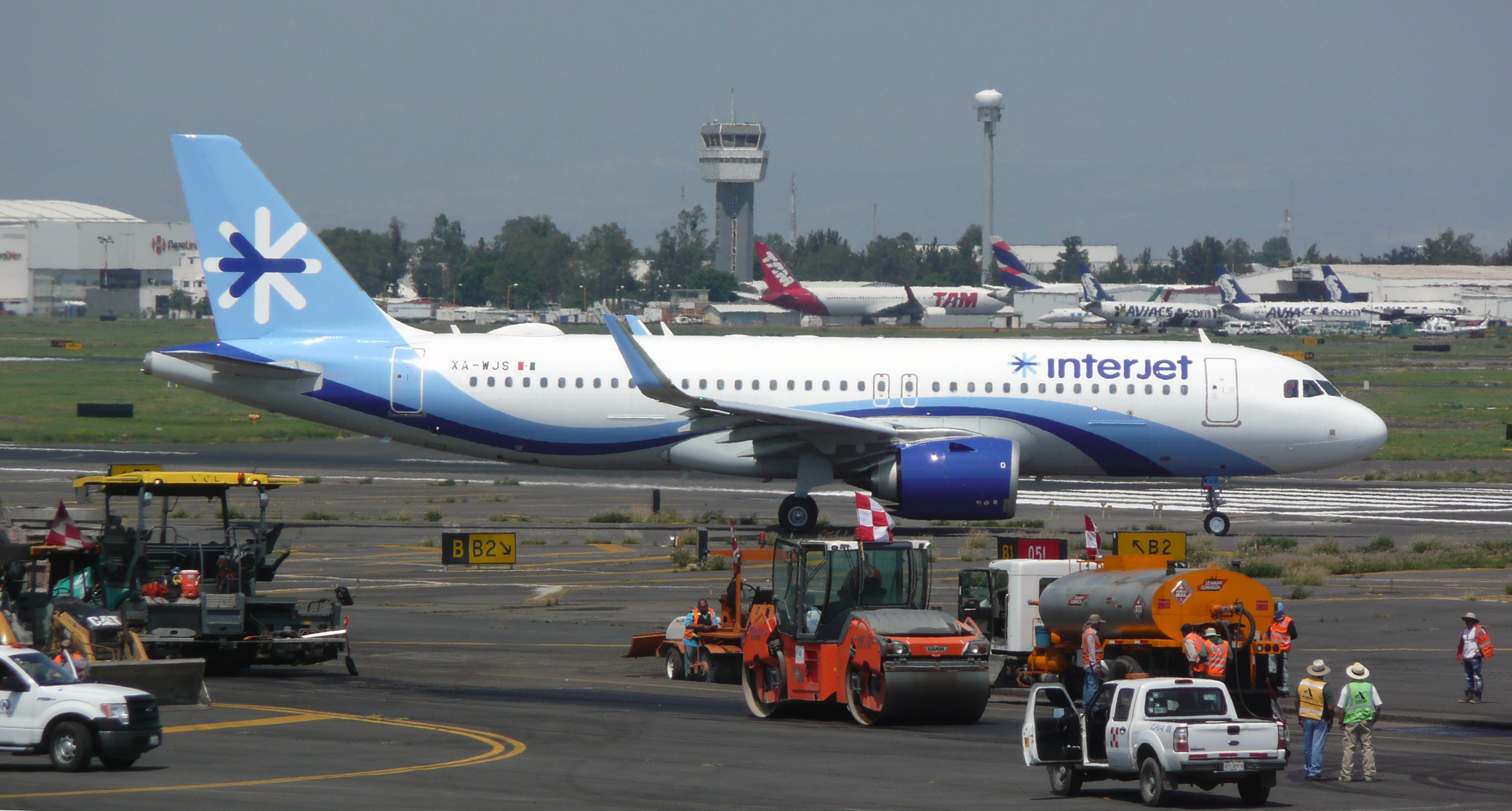
Interjet - Airbus A320neo
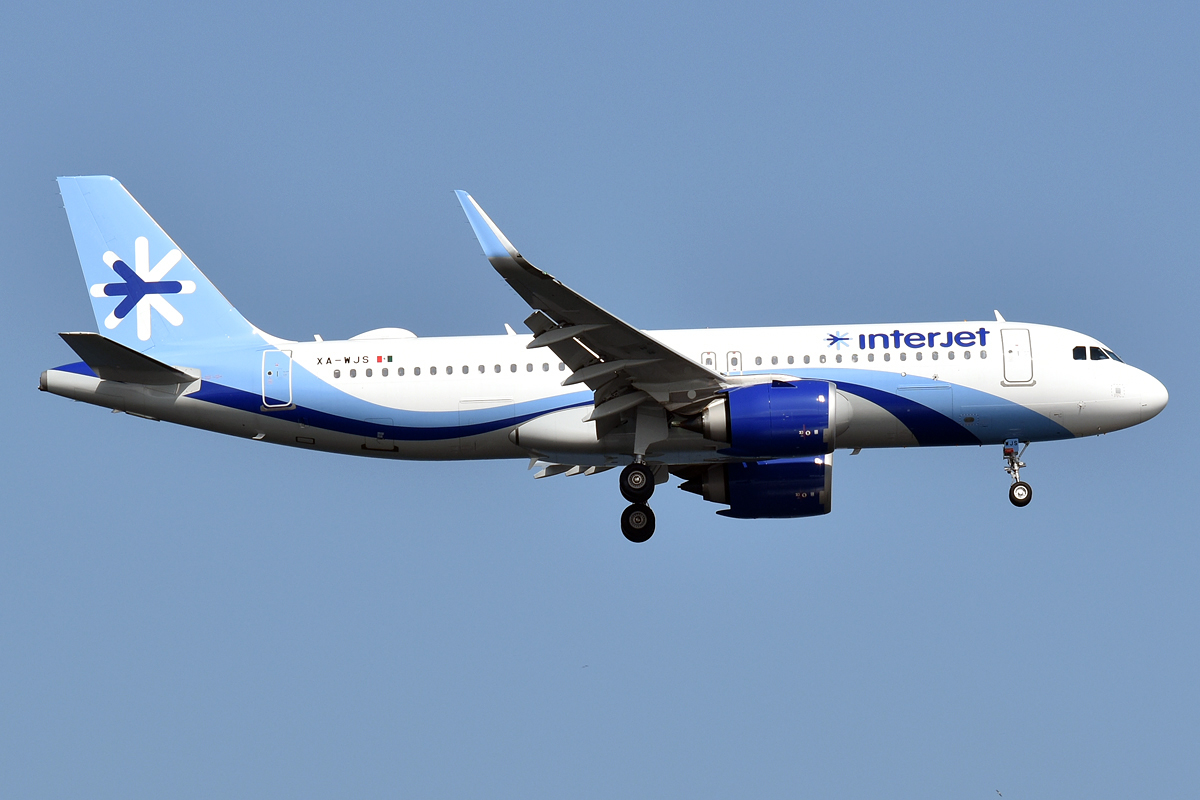
Un Airbus A320neo